# خوان كارلوس فيريرو
خوان كارلوس فيريرو دونات (بالإسبانية: Juan Carlos Ferrero Donat، ولد في 12 فبراير 1980، أونتينيني، بلنسية، إسبانيا) لاعب كرة مضرب إسباني.
فاز ببطولة رولان غاروس عام 2003، كما فاز ب 4 بطولات ماسترز 1000 نقطة.

## إنجازاته في الجراند سلام

### فردي: 1 بطولة
| السنة | البطولة     | الخصم في النهائي | النتيجة       |
| 2003  | رولان غاروس | مارتن فيركيرك    | 6–1، 6–3، 6–2 |

## إنجازاته في الماسترز 1000 نقطة

### فردي: 4 بطولات
| السنة | البطولة              | الخصم في النهائي | النتيجة                 |
| 2001  | روما للماسترز        | غوستافو كويرتن   | 3–6، 6–1، 2–6، 6–4، 6–2 |
| 2002  | مونتي كارلو للماسترز | كارلوس مويا      | 7–5، 6–3، 6–4           |
| 2003  | مونتي كارلو للماسترز | غييرمو كوريا     | 6–2، 6–2                |
| 2003  | مدريد للماسترز       | نيكولاس ماسو     | 6–3، 6–4، 6–3           |

## روابط خارجية
- خوان كارلوس فيريرو على موقع رابطة محترفي التنس (الإنجليزية)
- خوان كارلوس فيريرو على موقع الاتحاد الدولي لكرة المضرب (الإنجليزية)
- خوان كارلوس فيريرو على موقع كأس ديفيز (الإنجليزية)
- خوان كارلوس فيريرو على موقع بطولة ويمبلدون (الإنجليزية)
- خوان كارلوس فيريرو على موقع خلاصة التنس.كوم (الإنجليزية)
- خوان كارلوس فيريرو على موقع إي إس بي إن.كوم (الإنجليزية)
- خوان كارلوس فيريرو على موقع أوليمبيديا (الإنجليزية)